# 奥田達郎

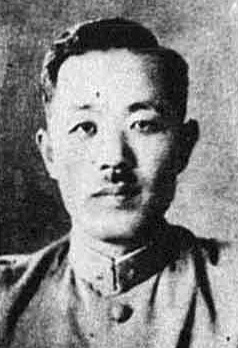
奥田達郎

奥田 達郎（おくだ たつろう、1898年（明治31年）1月12日 - 没年不詳）は、台湾総督府官僚。

## 経歴
広島県出身。1921年（大正10年）、東京帝国大学法学部法学科を卒業し、高等試験に合格した。台湾総督府財務局事務官、台中州大屯郡守、台北州内務部勧業課長、高雄州警務部長、警務局衛生課長、財務局税務課長、台北州警務部長、殖産局特産課長などを歴任。1939年（昭和14年）、台中州知事に就任し、さらに米穀局長、食糧局長、国土局長を務めた。
1943年（昭和18年）に退官した後は、台湾食糧営団理事長に就任した。
戦後は広島市助役に任命された。